# Tomé de Barros Queirós
Pour les articles homonymes, voir Barros et Queirós.
Tomé José de Barros Queirós (Thomé José de Barros Queiroz), 2 février 1872 - Lisbonne, 5 mai 1925) est un entrepreneur et homme d'État portugais de la période de la Première République portugaise. Il est membre du Parlement, Ministre des Finances et Président du Ministère (Premier ministre). 